# Церква Чесного і животворящого Хреста (Бучач)
Церква Воздвиження Чесного Хреста Господнього (також Здвиженська церква) — пам'ятка архітектури національного значення в місті Бучачі (Тернопільська область). Складова частина комплексу споруд Бучацького монастиря оо. Василіян. Охоронний № 652/1, адреса — вул. Міцкевича, 19. Діючий храм УГКЦ. Фундатор — власник міста Микола Василь Потоцький.

## Історичні відомості

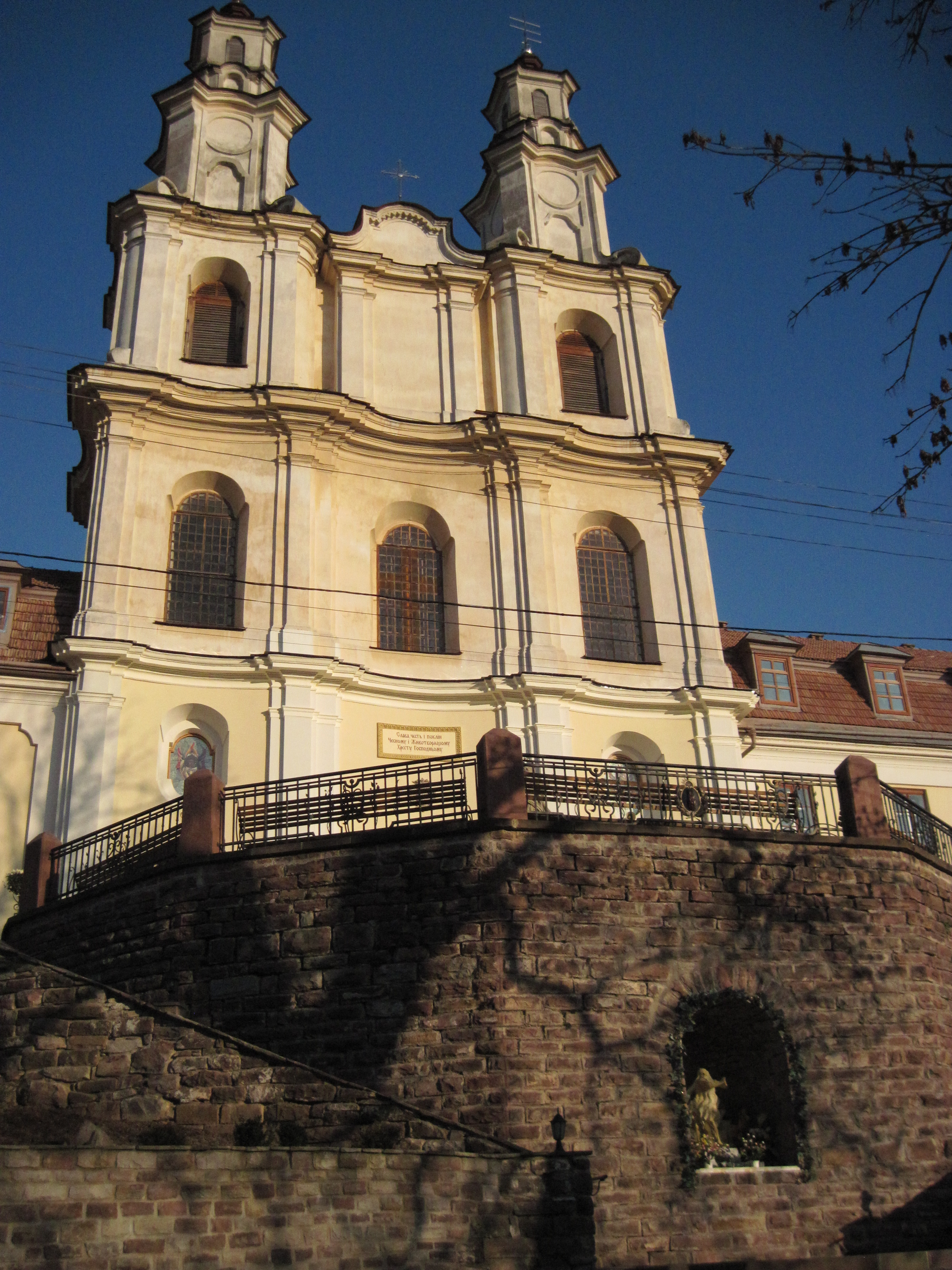

Початок будівництва церкви припадає або на проміжок між 1761-1765 роками за ініціативою тодішнього ігумена монастиря о. Ієронима Нерезія, або на 1770 рік. Закінчили будівництво у 1771 році, дах церкви був вкритий бляхою. Церква збудована на місці розібраного домініканського костелу Святого Хреста за проектом архітектора Яна Ґотфріда Гофмана — представника стилю віленського бароко. Посвячення новозбудованого храму під назвою Церква Чесного і животворящого Хреста 18 вересня 1771 року, з дозволу митрополита Лева Шептицького, провів ігумен о. Інокентій Мшанецький. Дзвіниця збудована у 1849-1854 роках.
Початково одна з веж на фасаді храму призначалася для встановлення у ній дзвону, інша — для годинника.
У церкві первинний розпис (фрески) виконав живописець-василіянин Яків Головацький (чернече ім'я — Ісихій). Марцін Твардовський — галицький майстер з Микулинців — виготовив деякі предмети (табернакль, конфесіонали) для церкви.
Михайло Філевич (у 1777 році з Бучача переїхав до Холма) для церкви Воздвиження Чесного Хреста Господнього виконав 6 дерев'яних статуй святих, які нині зберігаються в Національному музеї у Львові. Дмитро Крвавич стверджував, що він виконав їх у Холмі. До Бучача вони потрапили, однак не були використані за призначенням — натомість опинились у збірці Національного музею. Також — що за стильовими ознаками вони схожі з чотирма статуями головного вівтаря церкви Покрови Пресвятої Богородиці в Бучачі.
1777 року Бучацький декан РКЦ, парох Петликівців ксьондз Ян Енґлєрт подарував храму 2 кропильниці для свяченої води, які знаходилися біля стовпів, що підтримують хори. 16 лютого 1778 М.В. Потоцький прибув до міста і отримав «реверс» від ректора гімназії на 20000 зл. п., які фундатор записав на виготовлення вівтарів до церкви.
Певний час у церкві знаходилося Почаївське Євангеліє, видане 1771 року.
29 липня 1865 року велика пожежа в місті сильно пошкодила храм, згоріла бібліотека. Художник Шлєґль на замовлення о.-ректора Модеста Гнатевича виконав рицину, яка була літографована Вурмом у Відні 1865 року.
У гроті мурованої галереї перед церквою є статуя святого Онуфрія Великого.
Після відкриття в приміщенні монастиря отців Василіян, діяльність якого була заборонена «совітами», Бучацької школи механізації сільського господарства (нині Державний навчальний заклад Бучацьке професійно-технічне училище) церкву переобладнали під навчальний корпус, розмістивши у ній зернозбиральний комбайн.

## Сьогодення
Діє церковний хор, керівник — заслужений працівник культури України Марія Кривко.

## Опис
Храм хрещатий у плані, однонавний, з розвинутим трансептом.
Єжи Ковальчик вважає присутність двох веж на фасаді церкви ознакою латинізації архітектури чину василіян.